# Scybalocanthon pinopterus
Scybalocanthon pinopterus är en skalbaggsart som beskrevs av Kirsch 1873. Scybalocanthon pinopterus ingår i släktet Scybalocanthon och familjen bladhorningar. Inga underarter finns listade i Catalogue of Life.